# Fritjof von Nordenskjöld
Fritjof Franz Adolf Erik von Nordenskjöld, född den 23 december 1938 i Hildesheim, är en tysk adelsman, jurist och diplomat.

## Biografi
Fritjof von Nordenskjöld studerade juridik i Tübingen och München 1959–1965 och arbetade som advokat på sistnämnda ort 1969–1979 innan han övergick till en bana inom den tyska utrikesförvaltningen.
Efter att ha arbetat i det tyska utrikesdepartementet under Walter Scheel 1970–1974 var von Nordenskjöld envoyé i Madagaskar 1974–1977. Han återvände sedan till tjänstgöring i hemlandet, bland annat som personlig sakkunnig hos utrikesminister Hans-Dietrich Genscher 1979–1982. Han tjänstgjorde därefter som tysk ambassadör i Haiti 1982–1985 samt envoyé i Paris 1988–1990 respektive i Washington, D.C. 1990–1994 varvat med olika befattningar på hemmaplan. 1998 blev han tysk ambassadör i Italien följt av samma post i Frankrike 2001, vilken han innehade till 2004.
Efter sin pensionering har von Nordensjköld varit ordförande för tankesmedjan Deutsche Gesellschaft für Auswärtige Politik 2004–2010 samt arbetat som juridisk rådgivare vid den internationella firman Bridegehouse Law.

## Utmärkelser
von Nordenskjöld innehar ett stort antal ordnar och utmärkelser från olika länder. Han är bland annat kommendör av Förbundsrepubliken Tysklands förtjänstorden, kommendör av franska Hederslegionen och av franska Nationalförtjänstorden samt riddare av svenska Nordstjärneorden och av norska Sankt Olavs ordens 1:a klass. Franska Nationalförtjänstorden erhöll han särskilt "för sitt engagemang för de tysk-franska förbindelserna"

## Familj
Fritjof von Nordensjöld tillhör den gren av den svenska adelsätten Nordenskiöld, vilken 1894 upptogs i den preussiska adeln. Han är son till generalstabsöverste Friedrich-Franz Alfred von Nordenskjöld (död 1982) och dennes hustru Hildegard Keller (1915–2011). von Nordenskjöld är själv sedan 1970 gift med fransyskan Bernadette Roy (född 1941) och har med henne döttrarna Annabelle (född 1973) och Caroline (född 1975).